# Шиколенко, Татьяна Ивановна
Татьяна Ивановна Шиколенко (род. 10 мая 1968, Геленджик) — советская, белорусская и российская легкоатлетка, специалистка по метанию копья. Выступала за сборные СССР, Белоруссии и России по лёгкой атлетике в 1984—2003 годах, обладательница серебряных медалей чемпионатов мира и Европы, многократная победительница и призёрка первенств национального значения, финалистка летних Олимпийских игр в Сиднее. Представляла Могилёв и Краснодарский край. Заслуженный мастер спорта России.

## Биография
Татьяна Шиколенко родилась 10 мая 1968 года в городе Геленджике Краснодарского края. Младшая сестра копьеметательницы Натальи Шиколенко, так же добившийся больших успехов на международной арене.
Занималась метанием копья с 1982 года, проходила подготовку в Краснодарской краевой школе высшего спортивного мастерства под руководством заслуженного тренера России В. Н. Бородавкина. Выступала за физкультурно-спортивное общество профсоюзов «Россия». Окончила Кубанский государственный университет физической культуры, спорта и туризма.
В 1984 году на чемпионате СССР в Донецке стала бронзовой призёркой.
Впервые заявила о себе в лёгкой атлетике на международном уровне в сезоне 1986 года, когда вошла в состав советской национальной сборной и выступила на юниорском мировом первенстве в Афинах, где в метании копья стала четвёртой.
В 1988 году удостоена звания «Мастер спорта СССР международного класса».
В 1990 году выиграла серебряные медали на зимнем чемпионате СССР по метаниям в Адлере и на летнем чемпионате СССР в Киеве — в обоих случаях уступила своей сестре Наталье. Позже одержала победу на Играх доброй воли в Сиэтле.
Будучи студенткой, представляла страну на Универсиаде в Шеффилде, где так же была лучшей в метании копья.
После распада Советского Союза вместе с сестрой Натальей в течение некоторого времени выступала за белорусскую национальную сборную. Так, в 1993 году представляла Белоруссию на чемпионате мира в Штутгарте, где с результатом 65,18 метра заняла четвёртое место.
Впоследствии вернулась в Россию и на протяжении всей последующей карьеры являлась членом российской национальной команды. В частности, в 1997 году получила серебряную награду на открытом зимнем чемпионате России по длинным метаниям в Адлере и победила на летнем чемпионате России в Туле, после чего стала восьмой на чемпионате мира в Афинах.
В 1998 году на чемпионате России в Москве вновь превзошла всех своих соперниц и завоевала золотую медаль, тогда как на последовавшем чемпионате Европы в Будапеште была второй.
На чемпионате России 1999 года в Туле добавила в послужной список ещё одну награду золотого достоинства, в то время как на чемпионате мира в Севилье взяла серебро, уступив гречанке Миреле Маньяни.
В 2000 году была лучшей на зимнем чемпионате России по длинным метаниям в Адлере и на летнем чемпионате России в Туле, показала второй результат в личном зачёте Кубка Европы в Гейтсхеде, на соревнованиях в Монте-Карло установила рекорд России — 67,20 метра. Благодаря череде удачных выступлений удостоилась права защищать честь страны на Олимпийских играх в Сиднее — показала здесь результат 62,91 метра, став в финале седьмой.
После сиднейской Олимпиады Шиколенко осталась в составе российской национальной сборной на ещё один олимпийский цикл и продолжила принимать участие в крупнейших международных соревнованиях. Так, в 2001 году она победила на зимнем чемпионате России по длинным метаниям в Адлере, на Европейском вызове по зимним метаниям в Ницце, на летнем чемпионате России в Туле, заняла девятое место на чемпионате мира в Эдмонтоне.
В 2002 году была первой на Кубке Европы в Анси, второй на Кубке мира в Мадриде, четвёртой на чемпионате Европы в Мюнхене.
На чемпионате России 2003 года в Туле показала лучший результат сезона и установила рекорд данных соревнований — 66,00 метра. При этом на чемпионате мира в Париже вновь завоевала серебряную медаль — здесь её снова превзошла Мирела Маньяни.
За выдающиеся спортивные результаты удостоена почётного звания «Заслуженный мастер спорта России».